# 小行星4713
小行星4713（英語：4713 Steel）是一颗围绕太阳公转的小行星。1989年8月26日，罗伯特·H·麦克诺特在赛丁泉山发现了此天体。
这颗小行星的绝对星等为152.478318282669等。